# Simon Curtis
Simon Curtis (* 18. března 1986) je americký zpěvák, herec, skladatel a hudební producent.
Proslavil se rolí Royce Du Lac ve filmu "Spectacular!" v roce 2009. První hudební album, Alter Boy, vydal v roce 2008, po dvou rocích se přidal 8Bit Heart a v roce 2011 RA.

## Život
Simon Curtis se narodil v USA v Michiganu a strávil tam první roky svého života. Potom se jeho rodina odstěhovala do Tulsy, Oklahoma. Když mu bylo deset let, diagnostikovali u něj leukémii. Střední školu vystudoval v roce 2004. Curtis dostal roli v muzikálu Josef a jeho úžasný pestrobarevný plášť (anglicky Joseph and the Amazing Technicolor Dreamcoat). Simon je gay.[zdroj⁠?!]